# アレクサンダー・オグルヴィ (第6代バンフ卿)
第6代バンフ卿アレクサンダー・オグルヴィ（英語: Alexander Ogilvy, 6th Lord Banff、1718年7月12日洗礼 – 1746年11月）は、スコットランド貴族。

## 生涯
第4代バンフ卿ジョージ・オグルヴィとヘレン・ローダー（Helen Lauder、1742年10月22日没、第2代準男爵ジョン・ローダーの娘）の息子として生まれ、1718年7月12日にバンフで洗礼を受けた。
1733年2月16日にイギリス海軍に入隊、1738年7月29日に兄ジョン・ジョージが死去すると、バンフ卿の爵位を継承した。その後、1741年に大尉に昇進、1742年から1743年まで5等艦ヘイスティングズの艦長を務めた。艦長としてスペインの私掠船を拿捕することに成功、その褒賞として1743年にグラスゴーの名誉市民権を与えられた。
1746年11月にリスボンで死去、1747年5月10日にロンドンのセント・マーティン・イン・ザ・フィールズに埋葬された。生涯未婚だったため、曾祖父の弟にあたる初代準男爵アレクサンダー・オグルヴィの孫アレクサンダーが爵位を継承した。